# 阿尔泰斯
阿尔泰斯（法語：Arthès，法語發音：[aʁtɛs]）是法国奥克西塔尼大区塔恩省的一个市镇，位于该省中部偏东北，属于阿尔比区和大阿尔比城市圈公共社区。

## 地理
阿尔泰斯（43°57'15"N, 2°12'30"E）面积10.01 平方千米，位于法国奧克西塔尼大區塔恩省，该省份为法国南部内陆省份，北起顺时针与阿韦龙省、埃罗省、奥德省、上加龙省和塔恩-加龙省接壤。
与阿尔泰斯接壤的市镇（或旧市镇、城区）包括：索瑟纳克、莱斯屈尔-达尔比茹瓦、圣格雷瓜尔、聖瑞埃里。

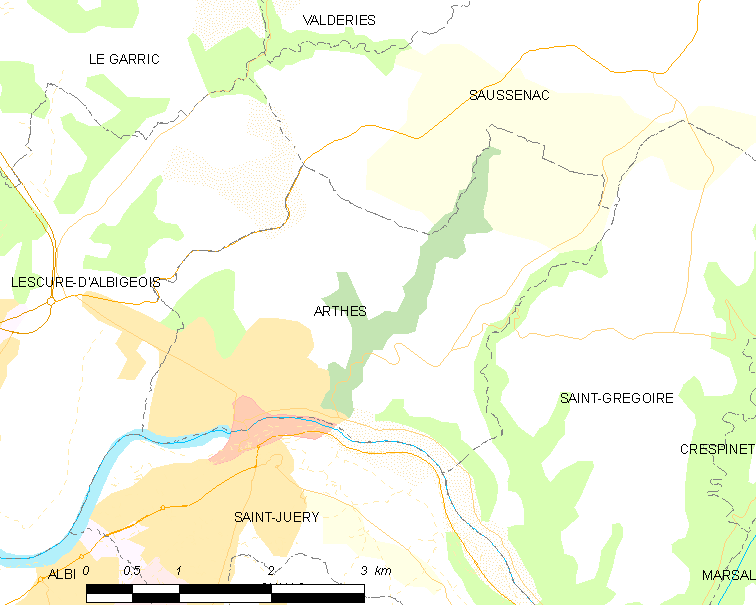
阿尔泰斯的OSM定位图

阿尔泰斯的时区为UTC+01:00、UTC+02:00（夏令时）。

## 行政
阿尔泰斯的邮政编码为81160，INSEE市镇编码为81018。

## 政治
阿尔泰斯所属的省级选区为圣瑞埃里县。

## 人口

1962-2008年间阿尔泰斯人口变化图示

阿尔泰斯于2022年1月1日时的人口数量为2528人。